# Marija Kirilenko
Marija Jurjevna Kirilenko (russisk: Мария Юрьевна Кириленко; født 25. januar 1987 i Moskva, Sovjetunionen) er en professionel tennisspiller fra Rusland.